# Parkeringsvarmer
En parkeringsvarmer tjener til at opvarme passagerkabinen på alle typer af køretøjer, uden at være afhængig af den kørende motors varmeafgivelse. Normalt forsynes parkeringsvarmeren med brændstof direkte fra køretøjets tank og kan enten opvarme kabineluften, eller gennem kølevæskekredsløbet være forbundet til køretøjets varmesystem.
Fabrikanter af brændstofdrevne parkeringsvarmere tæller bl.a. Eberspächer, Webasto og Truma.
En parkeringsvarmer kan også være drevet af elektricitet; i dette tilfælde fungerer den kun når den er tilsluttet en stikkontakt. Fabrikanter af eldrevne parkeringsvarmere tæller bl.a. Calix, Defa og Ritter.

## Teknik
Parkeringsvarmeren fungerer i princippet på samme måde som et oliefyr i et hus. Brændstoffet forbrændes i en brænder, hvorefter udstødningsgassen afgiver sin varme til det omgivende medium (vand eller luft). En parkeringsvarmer fungerer forskelligt fra en oliebrænder, da der her kræves en højtrykspumpe til brændstoffet. Forbrændingsluftblæseren blæser luften tangentielt ind i forbrændingskammeret, hvorved der dannes en lufthvirvel ligesom en tornado. En lille del af luften føres ind i et forkammer, hvori der befinder sig en glødestift.
Kammeret forvarmes af glødestiften, mens blæseren kører på den laveste hastighed. Så snart temperaturen i kammeret er tilstrækkeligt høj, pumpes brændstoffet ind. Herefter antændes det, og flammen går ind i det egentlige forbrændingskammer. Så snart flammen har stabiliseret sig, frakobles glødestiften. Brændstoffet fordamper herefter ind i forkammeret og kommer gasformigt ind i forbrændingskammeret, hvor det antændes. Fordelen ved denne konstruktion er, at der ikke kræves nogen højtrykspumpe til forstøvning af brændstoffet, hvilket ellers er nødvendigt i oliebrændere. Den kontinuerligt brændende flamme tillader en næsten ideal forbrænding med meget lave udstødningsværdier.
Ved temperaturer ned til -40 °C starter brænderen problemfrit; efter 30 sekunder afgiver den sin fulde effekt på 4 til 6 kilowatt, på busser sågar op til 35 kilowatt i kølevandet (eller − alt efter model − 2,5 til 5 kilowatt direkte i kabineluften).
Det til forbrændingen nødvendige brændstof føres på den ene variant frem til varmeapparatet ved hjælp af en separat brændstofpumpe. Ulempen ved denne udførelse er, at denne brændstofpumpe er meget fejlramt. Derfor er der blevet udviklet en anden variant, som er forbundet direkte til køretøjets brændstofsystems tilbageløb. Disse varmeapparater er udstyret med en lille separat brændstofforrådsbeholder; dermed er en ekstra pumpe unødvendig. Køretøjer, som ikke har noget brændstoftilbageløb, kan også have varmeapparatet indbygget i forløbet (benzin- hhv. dieselledning). Hvis den ekstra tank er tom, virker varmeren ikke (efter brug skal motoren først køre igen; konstant drift er ikke mulig).
Enhver parkeringsvarmer opfylder diverse sikkerhedsforskrifter; driftssikkerhed er altid garanteret. Udførelser med separat brændstofbeholder har den fordel, at der ved en eventuel fejl kun er en begrænset mængde brændstof til rådighed (hvis ikke varmeapparatet afbryder sig selv i tilfælde af fejl, ophører det med at virke når brændstofforrådet er brugt op).
Dieselvarmere må ikke bruges med biodiesel (RME), da det fører til en stærk røgudvikling. RME fører desuden på længere sigt til aflejringer (forkogning) i forbrændingskammeret; den i dieselolie indeholdte andel på 5 til 7% er tilstrækkelig. Nyere modeller har forbedrede forbrændingskamre, som forhindrer dette.
Elektriske varmere kan være udført på forskellige måder. Der findes gennemløbsvarmere, som ligesom brændstofdrevne varmere er indbundet i kølesystemet, samt udførelser hvor der i stedet for frostpropper i motoren er indsat varmeslanger. Den sidstnævnte model er kombineret med en varmeblæser i kabinen. Derved sparer man den ellers nødvendige vandpumpe og elektriske kabler til bilens varmeblæser. Relativt ofte monteres der udelukkende varmeblæsere i kabinen, som kun kræver få ændringer (stikdåse og kabler) på selve køretøjet. Disse kan dog ikke opvarme motorens kølesystem. Disse varmeblæsere er specielt konstrueret til dette formål; varmeblæsere til husholdningsbrug udvikler for høje tempaturer og kan medføre brandfare.

### Luftvarme
Den luftdrevne parkeringsvarmer er som oftest monteret i kabinen og opvarmer direkte kabineluften, som indsuges af en blæser. Dette foregår næsten uden forsinkelse, da den interne flamme ikke først er nødt til at opvarmes af et vandkredsløb. Moderne apparater er meget lydsvage og bruges hovedsageligt til at holde f.eks. førerhuset på lastbiler også i stilstand (om natten) på et passende temperaturniveau.
For at forhindre at personerne i køretøjet udsættes for fare, er forbrændingsluft- og kabineluftkredsløbene strengt adskilt. Forbrændingskammeret skal udskiftes med fastlagte intervaller.

### Vandvarme
Den vanddrevne parkeringsvarmer er mere kompakt og kan monteres stort set overalt i køretøjets motorrum eller under køretøjet. Brugsområdet er hovedsageligt personbiler, hvis kabine ikke tillader ekstra indbygninger. Den meget kompakte byggemåde (se billedet) tillader ligeledes indbygning i motorrummet, eller på mikro- og minibiler bag kofangeren.
Varmeren afgiver den af brænderen frembragte varme til køretøjets kølevæske. En (ekstra) elektrisk pumpe sørger for fordeling af varmen, også når motoren ikke kører. Også kabineblæseren aktiveres; begge fungerer som i normal varmedrift. På apparater med høj effekt afgives den ved forbrændingen opståede energi kun af den vandomløbne varmeoverfører.
I forhold til luftvarmeren har vandvarmeren på grund af sin indirekte betjening flere ulemper:
- Igangsætningstiden efter tilslutning er ofte på flere minutter, især hvis motoren også forvarmes.
- Virkningsgraden er lavere, da vandkredsløbet ofte er dårligt isoleret.

Disse ulemper kan omgås, hvis vandvarmeren direkte og udelukkende forsyner varmeoverføreren uden også at forvarme motoren (et såkaldt økredsløb).
Dog har vandvarmeren også nogle fordele i forhold til luftvarmeren:
- En forvarmet motor er nemmere at starte i kulde, og belaster derved det i kulde mindre effektive bilbatteri betydeligt mindre.
- Den forvarmede motor lider kun af en mekanisk belastende koldstart i et kort tidsrum, da den hurtigt efter starten opnår sin driftstemperatur.
- En driftsvarm motor bruger mindre brændstof end en kold, hvilket reducerer såvel skadesstofudslippet som driftsomkostningerne.
- Ved korte ophold (f.eks. ved jernbaneoverskæringer) kan motoren afbrydes, uden at opvarmningen af køretøjet ophører. I dette tilfælde leverer den elektriske vandpumpe den i motoren oplagrede restvarme til varmesystemet.
- Afhængigt af model kan parkeringsvarmeren omstilles til ventilationsdrift for at bringe kabinetemperaturen i et i solen parkeret køretøj i nærheden af udendørstemperaturen.

## Betjening
Afhængigt af model betjenes parkeringsvarmeren enten med et tidsur eller med en fjernbetjening. På nogle nyere modeller kan den ønskede kabinetemperatur indstilles og parkeringsvarmeren til- og frakobles ved hjælp af førerens mobiltelefon.

### Tidsur
Der findes to typer tidsure, en hvor tilslutningstiden indstilles og en hvor starttidspunktet indstilles.
Ved førstnævnte er føreren nødt til at vurdere, hvor lang tid man tror det vil tage at varme køretøjet op til en bestemt temperatur. Sidstnævnte type er derimod udstyret med en temperatursensor, som kan vurdere opvarmningens varighed og selv kan aktivere varmeren tilstrækkelig tid før det indstillede tidspunkt.

### Fjernbetjening
Der findes to hovedtyper af fjernbetjeninger, som adskiller sig gennem den anvendte overførselsteknik: GSM og almindelig radioteknik.

#### GSM-fjernbetjening
GSM-fjernbetjeningen fungerer normalt ved hjælp af SMS. Dette har den ulempe, at man i køretøjet er nødt til at montere et ekstra simkort i det tilhørende modul, som selv med forudbetalte taletidskort er forbundet med regelmæssige gebyrer. De nødvendige SMS'er koster normalt afsendelsesgebyrer. Fordelen er derimod den principielt ubegrænsede rækkevidde: Principielt kan en sådan parkeringsvarmer aktiveres overalt fra i verden.
Der findes også GSM-fjernbetjeninger, som fungerer ved hjælp af stemmestyring. I dette tilfælde ringer føreren parkeringsvarmeren op og får oplæst valgmulighederne. Der svares dog ikke ved hjælp af stemmestyring, men derimod DTMF.

#### Radiofjernbetjening
Det mest almindelige alternativ er en almindelig radiofjernbetjening, som har en rækkevidde på 300 til 500 meter, i nogle tilfælde op til 1000 meter.
Der findes to principper: Med og uden tilbagemelding.
Uden tilbagemelding (også kaldet unidirektional) betyder, at fjernbetjeningen ikke viser, om kommandoen er blevet modtaget. Denne type er stadigvæk den mest almindelige.
Med tilbagemelding (bidirektional) betyder, at der i fjernbetjeningen også er integreret en modtager og at der i køretøjet er monteret en sender, som bekræfter modtagelsen af kommandoen. Fjernbetjeninger med tilbagemelding muliggør normalt også et tidsforvalg på samme måde som tidsuret. På nogle nye bidirektionale fjernbetjeninger er det også muligt at udføre en diagnose på parkeringsvarmeren.